# بوینیک
بوینیک (به بلغاری: Boynik) یک منطقهٔ مسکونی در بلغارستان است که در شهرستان کروموفگراد واقع شده‌است.